# David Verburg
David Verburg (14 de maio de 1991) é um velocista norte-americano. Ele possui sete medalhas de ouro em torneios globais de atletismo no revezamento 4x400 metros. 
Começou em 2010, aos 19 anos, integrando o 4x400 m norte-americano no Campeonato Mundial Júnior de Atletismo de Moncton, no Canadá. Seguiu-se outra medalha de ouro no Campeonato Mundial de Atletismo de 2013 em Moscou e uma segunda medalha mundial em Pequim 2015. Nesse ínterim, foi campeão mundial indoor no Campeonato Mundial de Atletismo em Pista Coberta de 2014 em Sopot, na Polônia, e duas vezes medalha de ouro no World Athletics Relays, o campeonato mundial de revezamentos do atletismo. Sua maior conquista veio sem participar da final dela; foi campeão olímpico da prova na Rio 2016, atuando como reserva, correndo apenas as eliminatórias.